# Len Goodman
Leonard Gordon Goodman (Farnborough, 25 april 1944 – Royal Tunbridge Wells, 22 april 2023) was een Engelse professionele ballroomdanser, dansleraar en jurylid van danswedstrijden. Hij was hoofdjurylid in het Britse televisieprogramma Strictly Come Dancing van bij de aanvang in 2004 tot 2016, en in het Amerikaanse televisieprogramma Dancing with the Stars van 2005 tot 2022. Hij had ook een dansschool in Dartford (Kent).

## Biografie
Goodman werd geboren op 25 april 1944 in Farnborough (Londen), destijds behorende tot het graafschap Kent. Hij groeide op in Bethnal Green, waar hij als kind groenten verkocht met zijn grootvader.
Hij was een aspirant lasser bij Harland and Wolff in Woolwich, toen hij rond zijn twintigste begon met dansen op advies van zijn dokter als therapie voor een voetblessure. Goodman werd professional, won verschillende danswedstrijden en stopte met dansen nadat hij rond zijn dertigste de Britse kampioenschappen in Blackpool had gewonnen.
Goodman trouwde in 1972 met zijn toenmalige danspartner Cherry Kingston, maar het huwelijk eindigde met een scheiding in 1987. Hij had vervolgens een langdurige relatie, waaruit een zoon James William Goodman voortkwam. Nadat zijn ouders uit elkaar waren gegaan verhuisde James met zijn moeder Lesley naar Isle of Wight. In 2012 trouwde Goodman met danslerares Sue Barrett, met wie hij op dat moment al meer dan tien jaar samen was. De Belgische Mar Ekkart was een aantal keer zijn danspartner tijdens danscongressen.
Goodman was hoofdjurylid bij de BBC One danswedstrijd Strictly Come Dancing van bij de aanvang in 2004 tot 2016. Hij zat er in de jury samen met Arlene Phillips, Bruno Tonioli en Craig Revel Horwood. Phillips werd later vervangen door Alesha Dixon en vervolgens door Darcey Bussell. In juli 2016 kondigde Goodman aan dat hij de show aan het einde van dat seizoen zou verlaten. Zijn laatste optreden was in de Christmas Day Special. In 2017 werd Goodman door Shirley Ballas opgevolgd als hoofdjurylid. Goodman was ook jurylid in de originele Come Dancing-televisieserie uit 1950.
Goodman was tevens het enige hoofdjurylid in Dancing with the Stars, de Amerikaanse versie van Strictly Come Dancing die op ABC uitgezonden wordt. Zijn vaste collega-juryleden in Amerika waren Carrie Ann Inaba en Bruno Tonioli. Op 14 november 2022 kondigde Goodman tijdens de uitzending van de halve finales van seizoen 31 zijn pensioen aan om meer tijd te kunnen doorbrengen met zijn familie in Groot-Brittannië.
In maart 2009 werd bij Goodman prostaatkanker vastgesteld, die operatief werd behandeld in een ziekenhuis in Londen. In 2020 onderging hij een operatie voor een klein melanoom in het aangezicht.
Goodman overleed drie dagen voor zijn 79-ste verjaardag op 22 april 2023 aan kanker. Hij liet een echtgenote, een zoon en twee kleinkinderen na.

## Boeken
- (en) Goodman, Len, Havers, Richard (2008). Better Late Than Never: from Barrowboy to Ballroom. Ebury Press. ISBN 978-009-1928-03-2.
- (en) Goodman, Len (2014). Dancing Around Britain. Trinity Mirror Media. ISBN 978-190-8695-91-8.